# 圖埃河

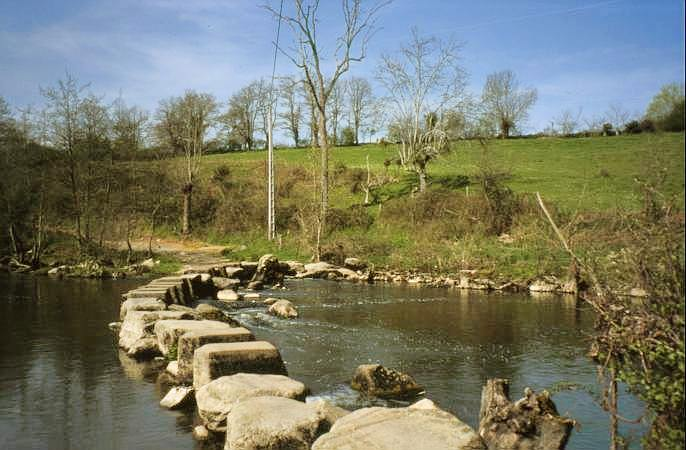

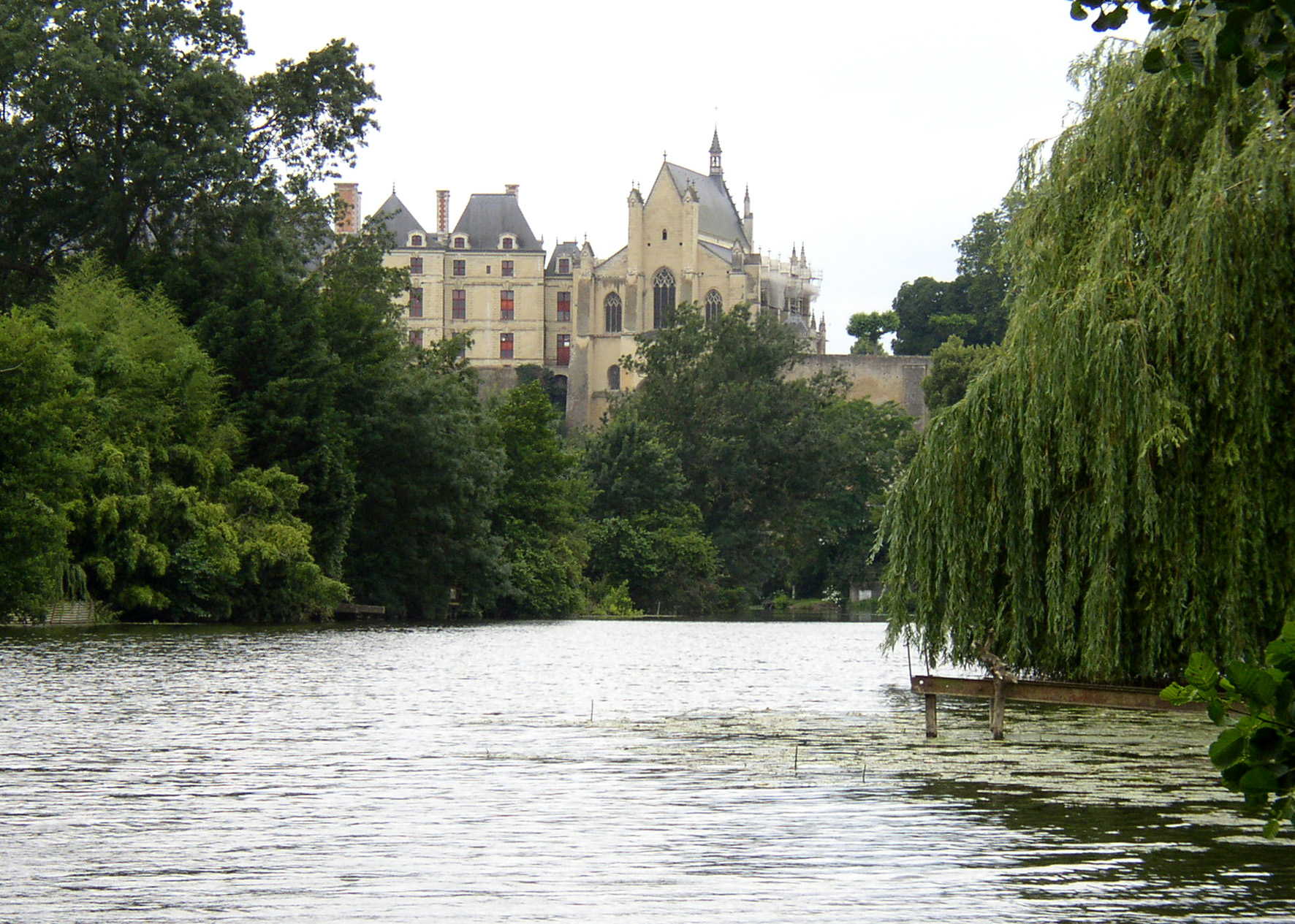

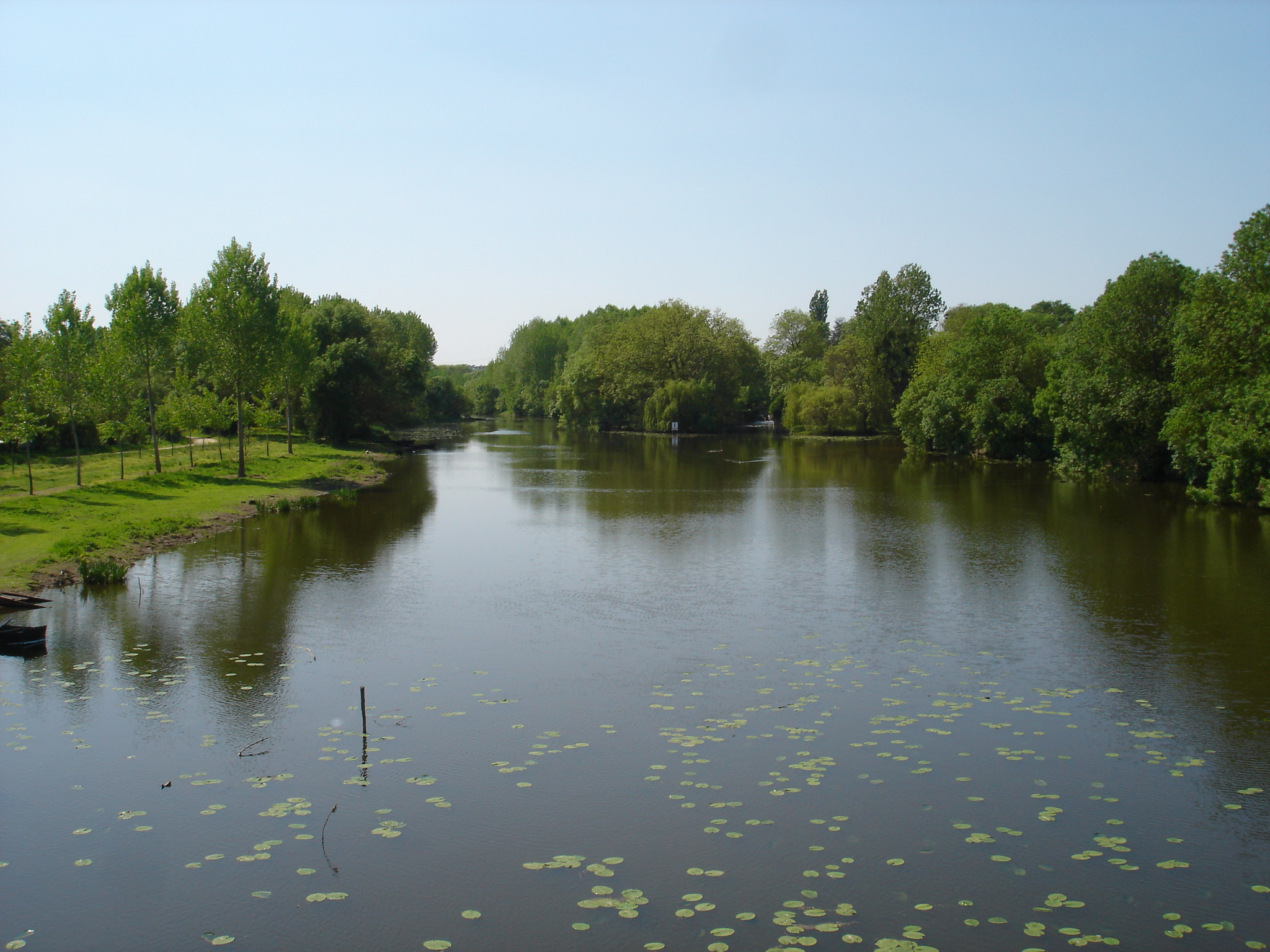

圖埃河（法語：Thouet，法語發音：[twɛ]）是法国的河流，屬於卢瓦尔河的左支流，河道全長142公里，流域面積3,396平方公里，發源自瑟孔迪尼，河畔城鎮有索米尔、帕爾特奈和圖阿爾。

## 外部連結
- A description of the Thouet and its valley from France Magazine （页面存档备份，存于）.